# Aga Kan
Aga Kan je naslov muslimanskih verskih poglavarjev izmaelitov v Indiji, Iranu in drugih arabskih državah.
Prvi je dobil ta naziv sredi 19. stoletja šah aga Hasan Ali.
Šiitski imami postanejo lahko le neposredni potomci preroka Mohameda po njegovem bratrancu in zetu Aliju, prvemu imamu po njegovi smrti, in njegove žene, Mohamedove hčere Fatime.

## Seznam
- Aga Kan I.
- Aga Kan II.
- Aga Kan III.